# 다산중학교
다산중학교(茶山中學校)는 대한민국 경상북도 고령군 다산면 월성리에 있는 사립 중학교이다.

## 학교 연혁
- 1957년 4월 7일 : 전신 다산고등공민학교 개교
- 1959년 8월 2일 : 다산고등공민학교 인가
- 1962년 2월 12일 : 다산농업기술학교 인가
- 1968년 2월 21일 : 학교법인 다산학원 인가, 초대 이사장 김영자 취임
- 1969년 1월 31일 : 다산중학교 인가(6학급)
- 1969년 3월 1일 : 초대 교장 성도경 취임
- 1977년 3월 4일 : 9학급 인가
- 1997년 10월 15일 : 제15대 이사장 김용해 취임
- 2019년 9월 1일 : 제11대 교장 이미애 취임
- 2023년 2월 10일 : 다산중학교 제64회 졸업(93명 졸업, 총 졸업생 4,147명)

## 사진

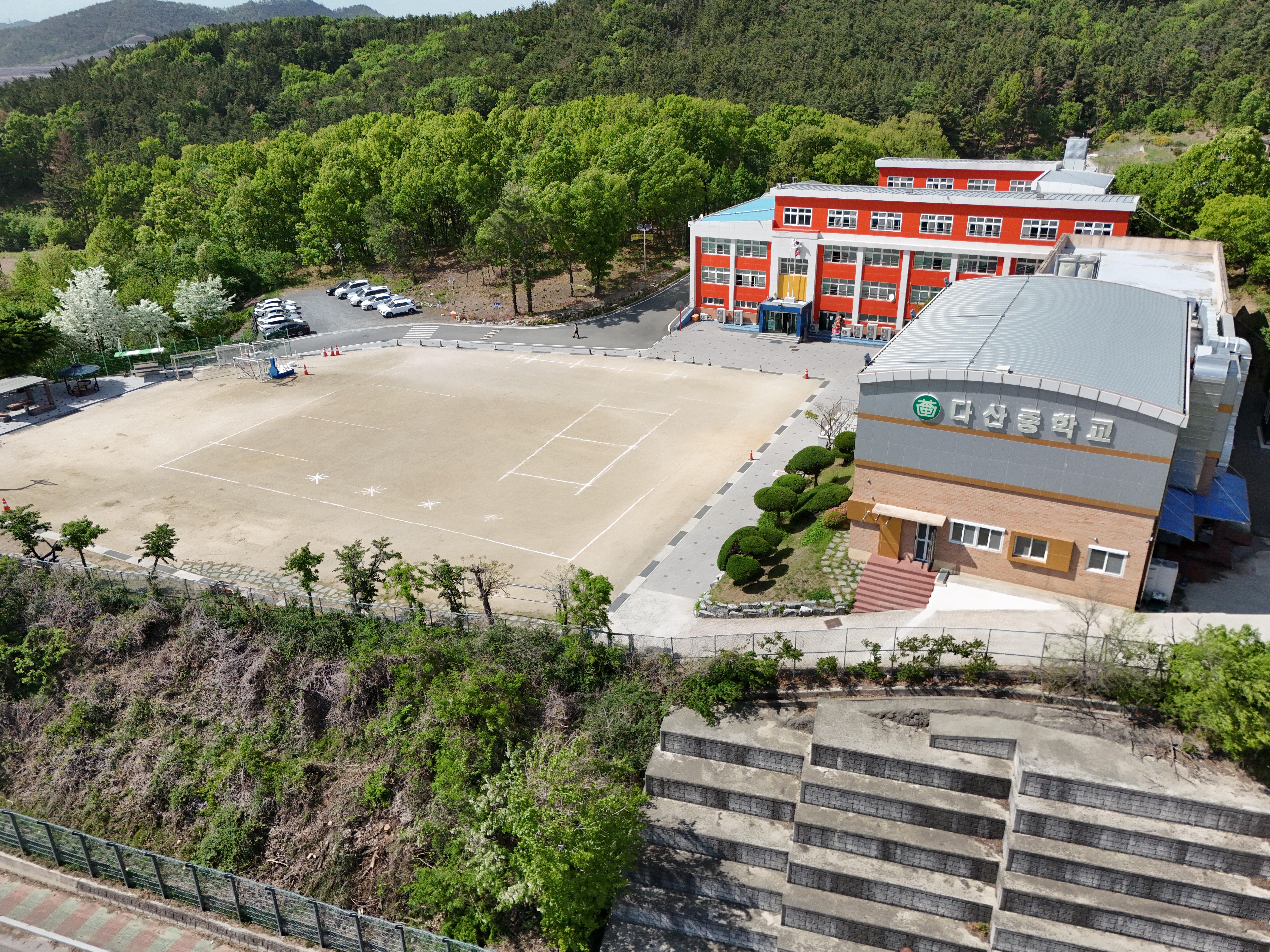
상공에서 바라본 교정의 모습

## 참고 자료
- 다산중학교 - 한국교육학술정보원 학교알리미